# Vineri 13

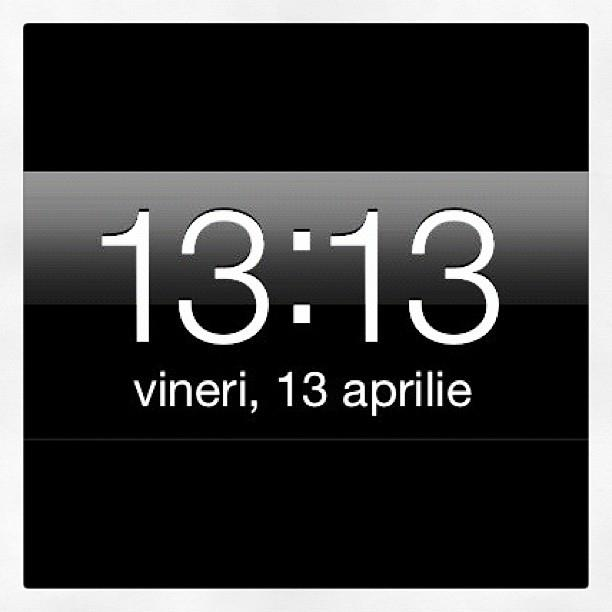

Ziua de vineri 13  este în credința populară (Triskaidekafobie), o zi fatală în care se petrec nenorociri. Persoanele superstițioase nu au curajul în această zi ghinionistă, să întreprindă nimic, ca de exemplu încheierea unor contracte, sau să pornească într-o  călătorie. Apare atunci când a 13-a zi a lunii în calendarul gregorian cade într-o vineri.  Un an calendaristic are cel puțin o zi de vineri care cade pe data de 13, dar poate să apară de trei ori în același an, de exemplu în 2015, data de  13 în zi de vineri, a fost în februarie, martie și noiembrie.
Superstiția zilei de vineri 13 își are originea în arestarea majorității cavalerilor templieri (inclusiv Marele Maestru) la ordinul regelui Filip al IV-lea al Franței, pe data de vineri 13 octombrie 1307.
Ziua cu ghinion se consideră a fi confirmată atunci când cuiva i s-a întâmplat în această zi o nenorocire, ca de exemplu un accident rutier. După o investigație a clubului auto german ADAC, s-a prezentat o statistică a accidentelor rutiere a anului 2000, și anume în zilele de vineri 13 au avut loc 894 de accidente în timp ce media accidentelor în celelalte zile era de 975.

## Legături externe
- Superstitiile zilei de 13! Tu ai triskaidekafobie? Arhivat în 16 decembrie 2013, la Wayback Machine.,  13 noiembrie 2013, Bună ziua Iași (BZI)